# Gare de Frénouville - Cagny
La gare de Frénouville - Cagny est une halte ferroviaire française située sur la commune de Frénouville, à proximité de Cagny, dans le département du Calvados, en région Normandie.

## Situation ferroviaire
Établie à 26 m d'altitude, la gare de Frénouville - Cagny est située au point kilométrique (PK) 231,219 de la ligne de Mantes-la-Jolie à Cherbourg entre les gares de Caen et Moult - Argences.

## Histoire
Lors de sa séance du 26 avril 1876, le conseil général du Calvados émet le vœu qu'une nouvelle halte sur la ligne Paris - Cherbourg, ouverte en 1855–1858. « Considérant qu'il est de l'intérêt d'un grand nombre de communes des cantons de Bourguébus et de Troarn  situées entre les gares de Caen et de Moult - Argences, et qui, dans l'état actuel, ne peuvent profiter ni de l'un ni de l'autre de ces gares, d'être mises en communication avec toutes deux par l'établissement d'une halte intermédiaire », l'assemblée demande que le nouvel arrêt soit établi entre Frénouville et Cagny au croisement de la ligne de chemin de fer avec le chemin du Poirier. La Compagnie des chemins de fer de l'Ouest répond positivement à cette demande.

## Desserte
Elle est desservie par des trains TER Normandie, reliant Caen à Lisieux.

Galerie de photographies
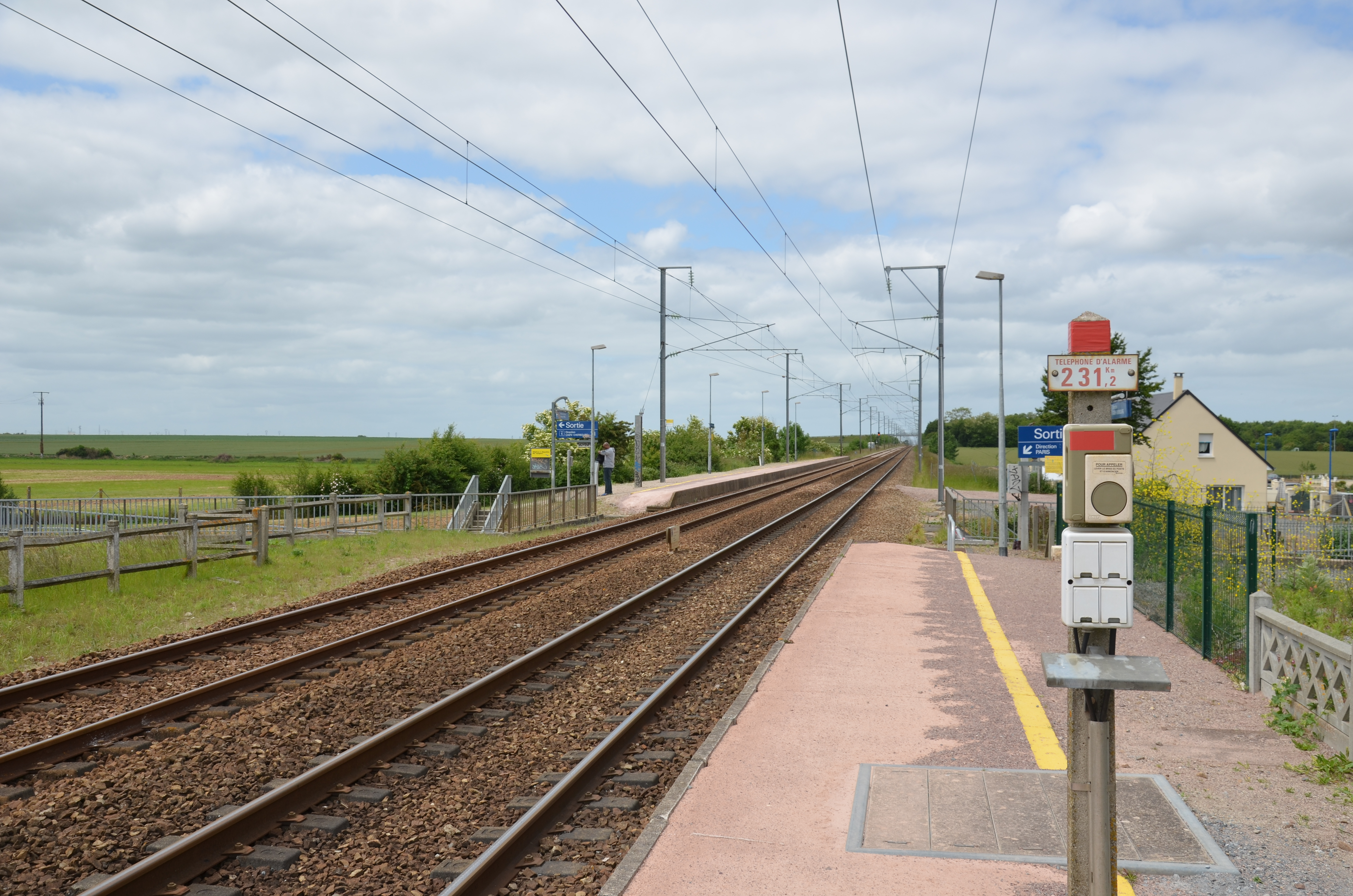
Quai de la gare direction Paris-Saint-Lazare.
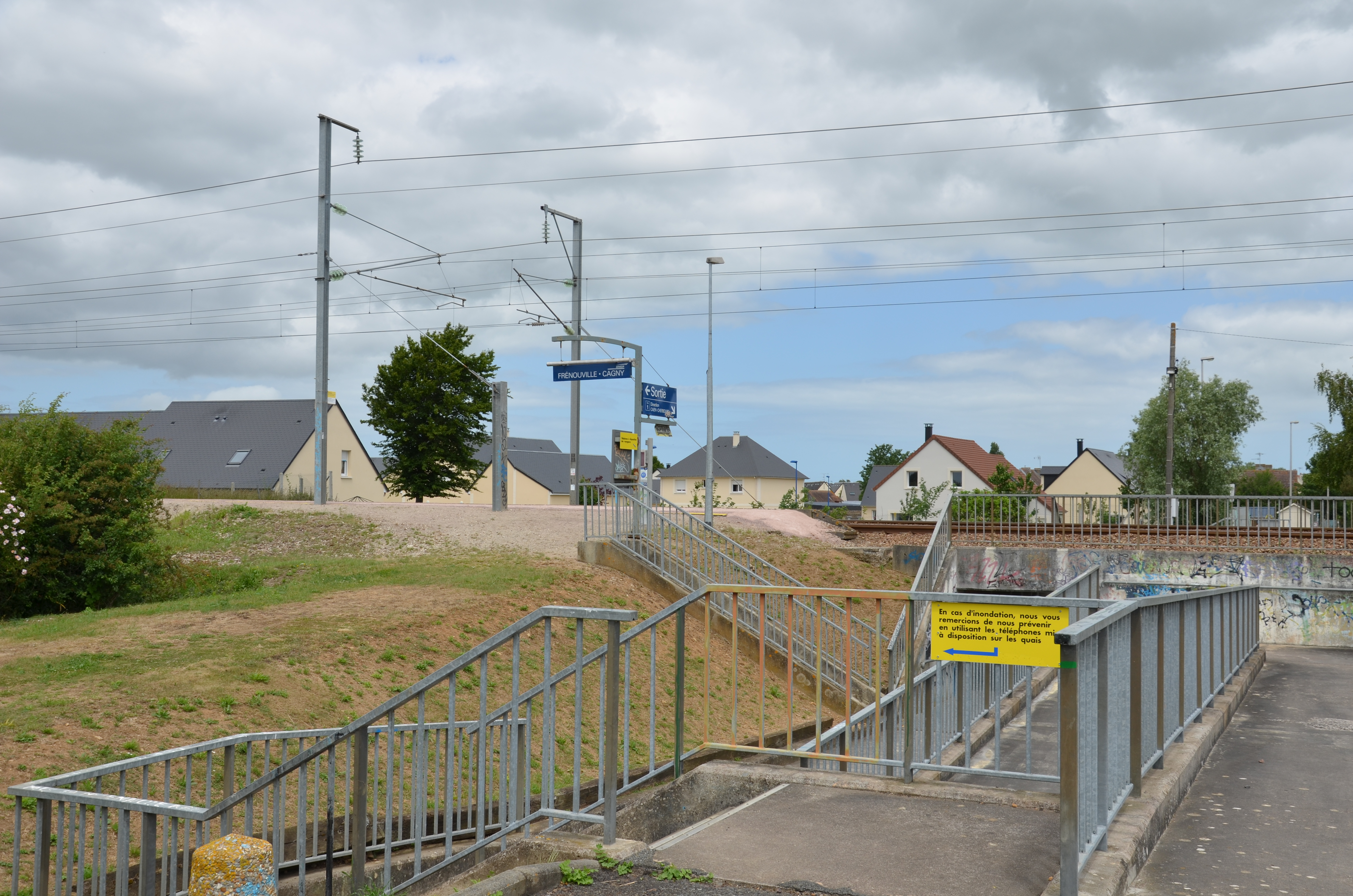
Accès à la gare depuis Frénouville.
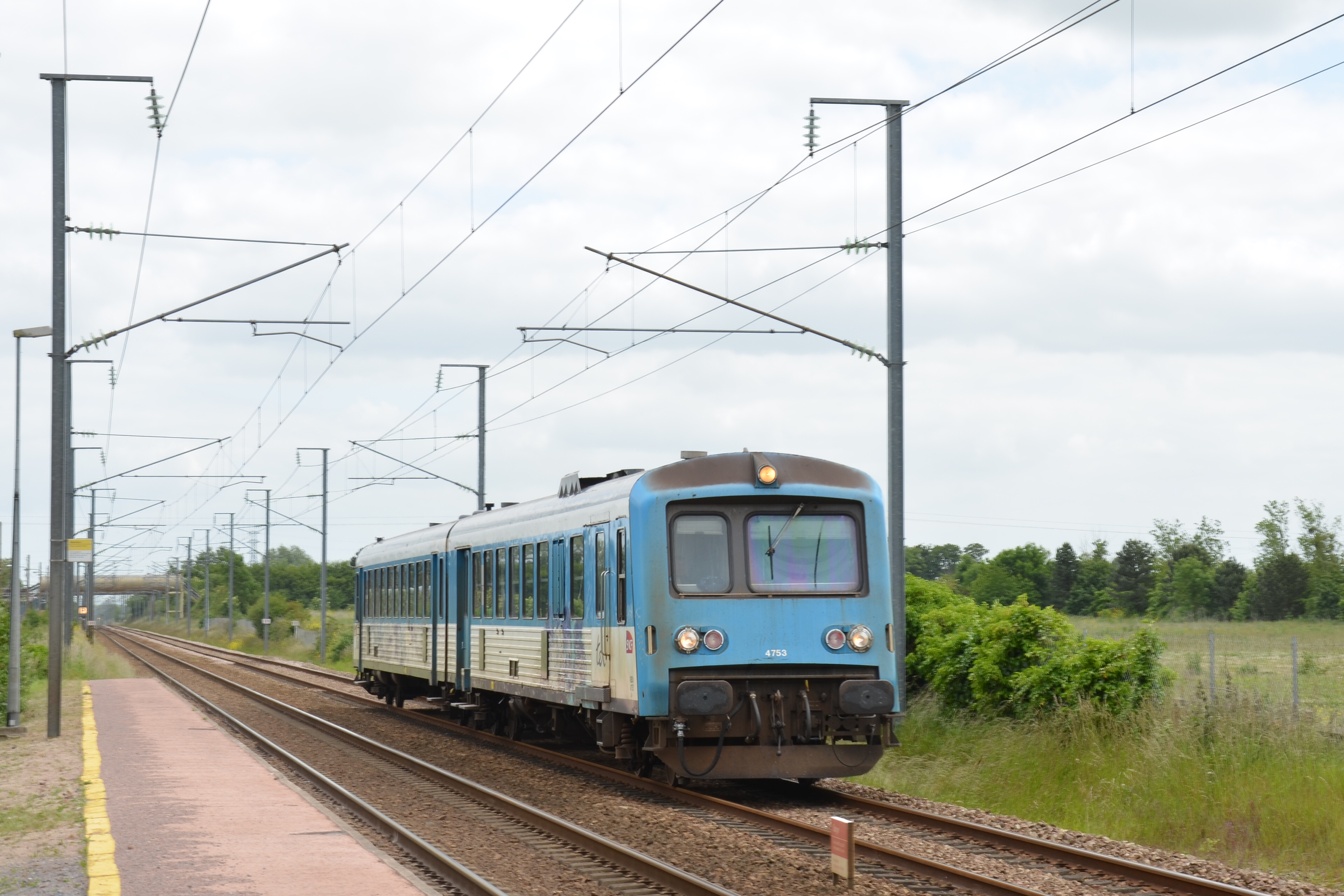
X 4753 reliant Rouen à Caen, passant sans arrêt.
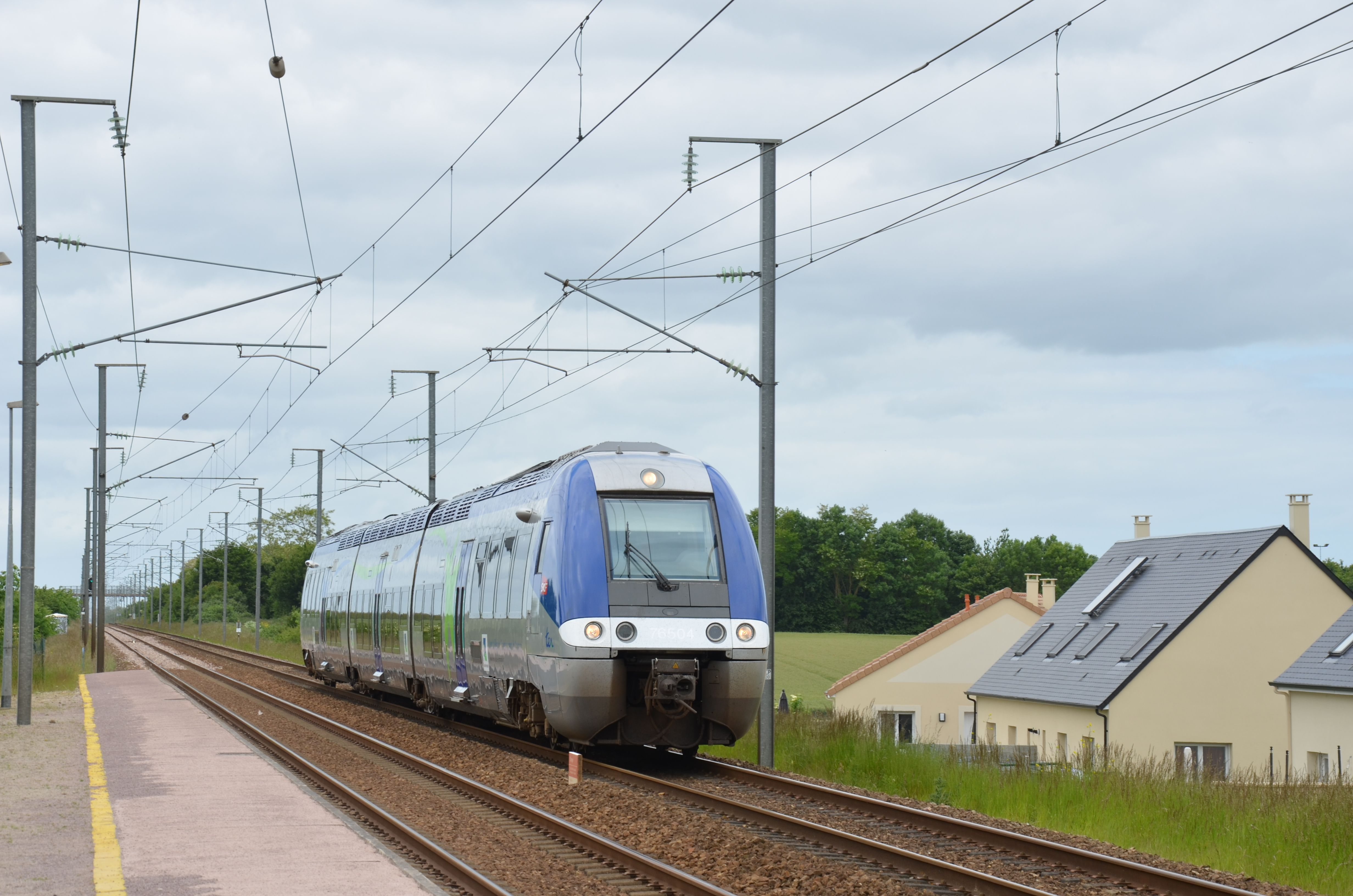
X 76500 arrivant en gare.
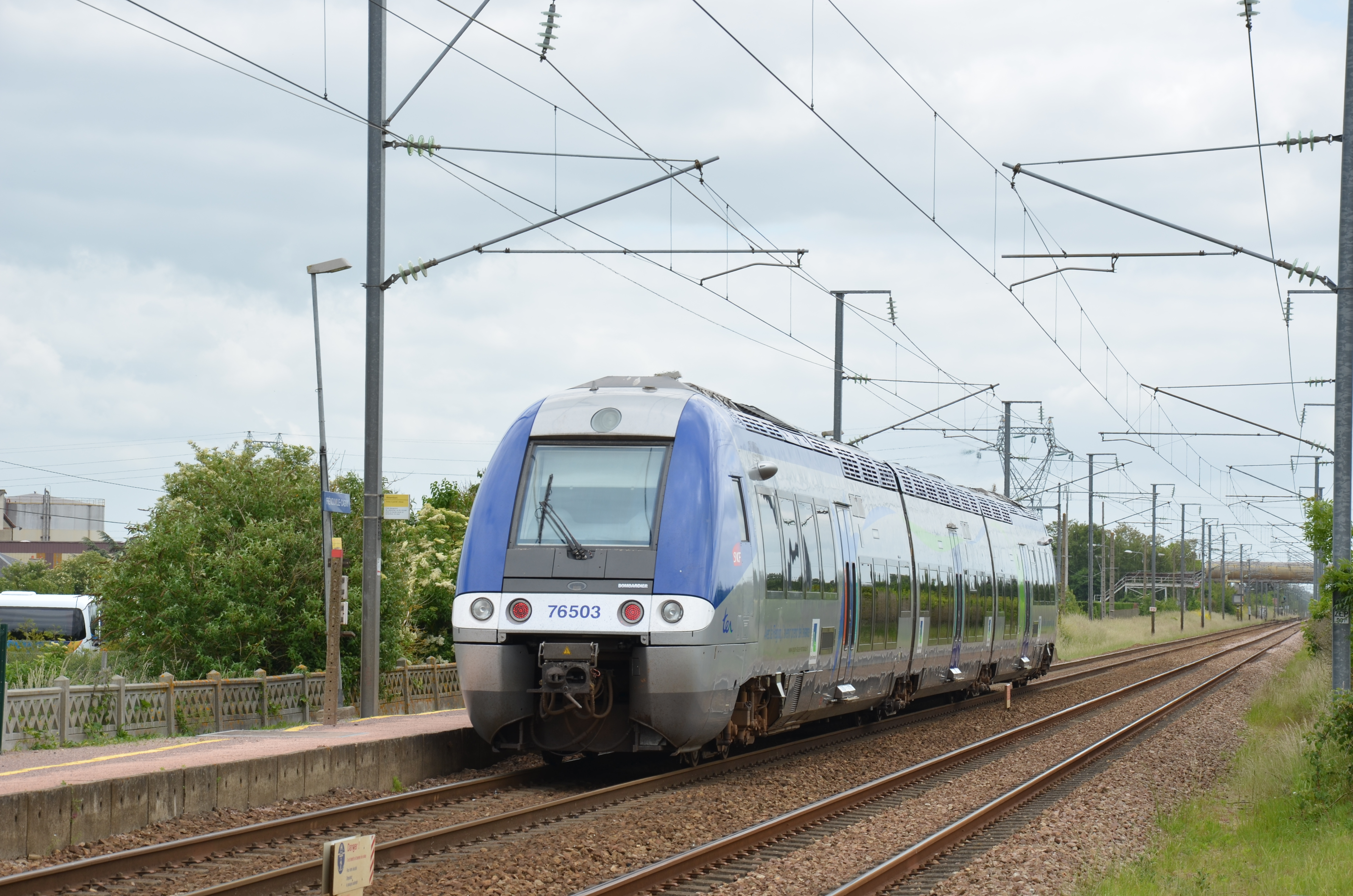
X 76503 à quai.
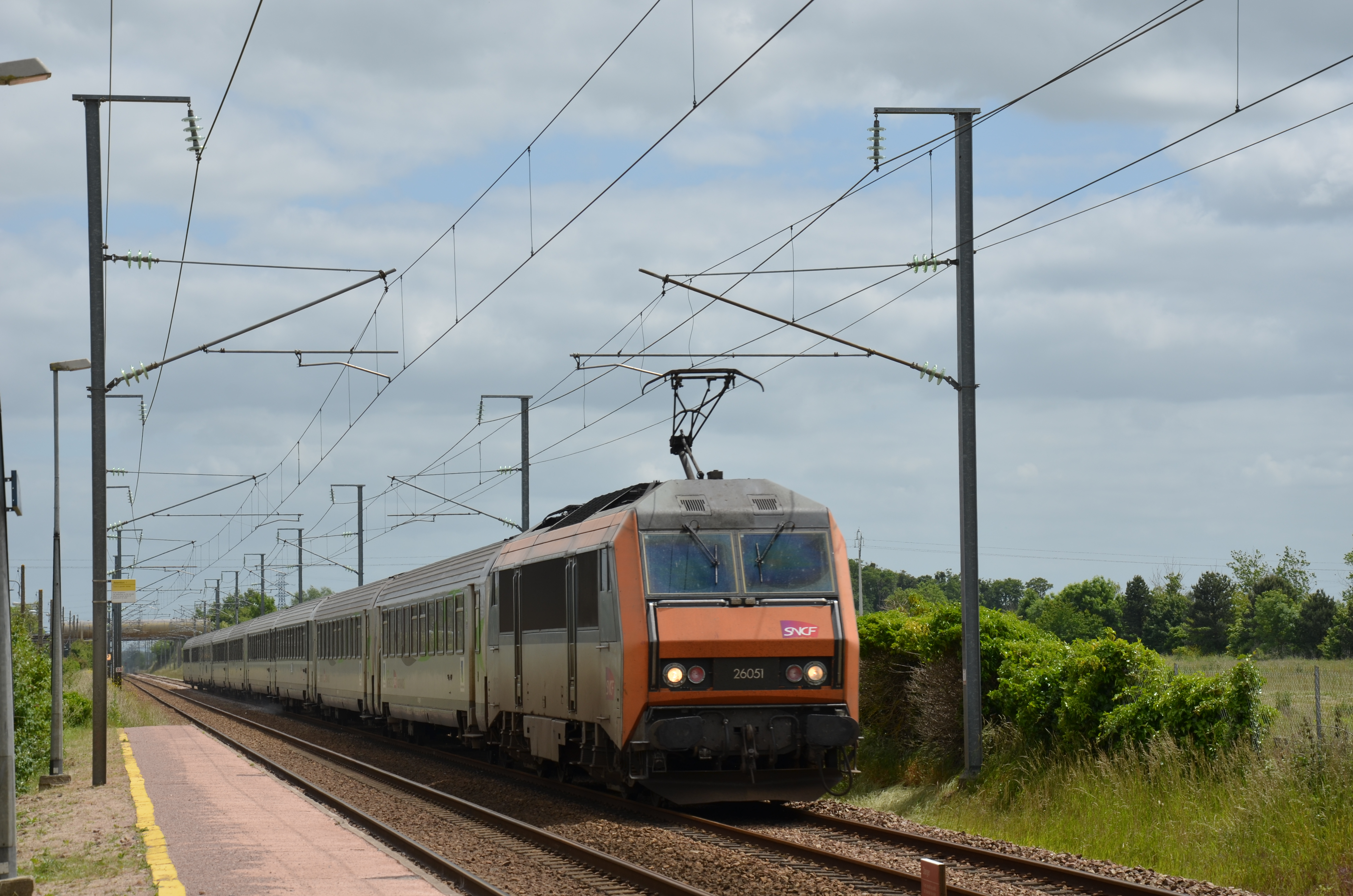
BB 26000+Corail assurant la liaison Paris-Cherbourg.
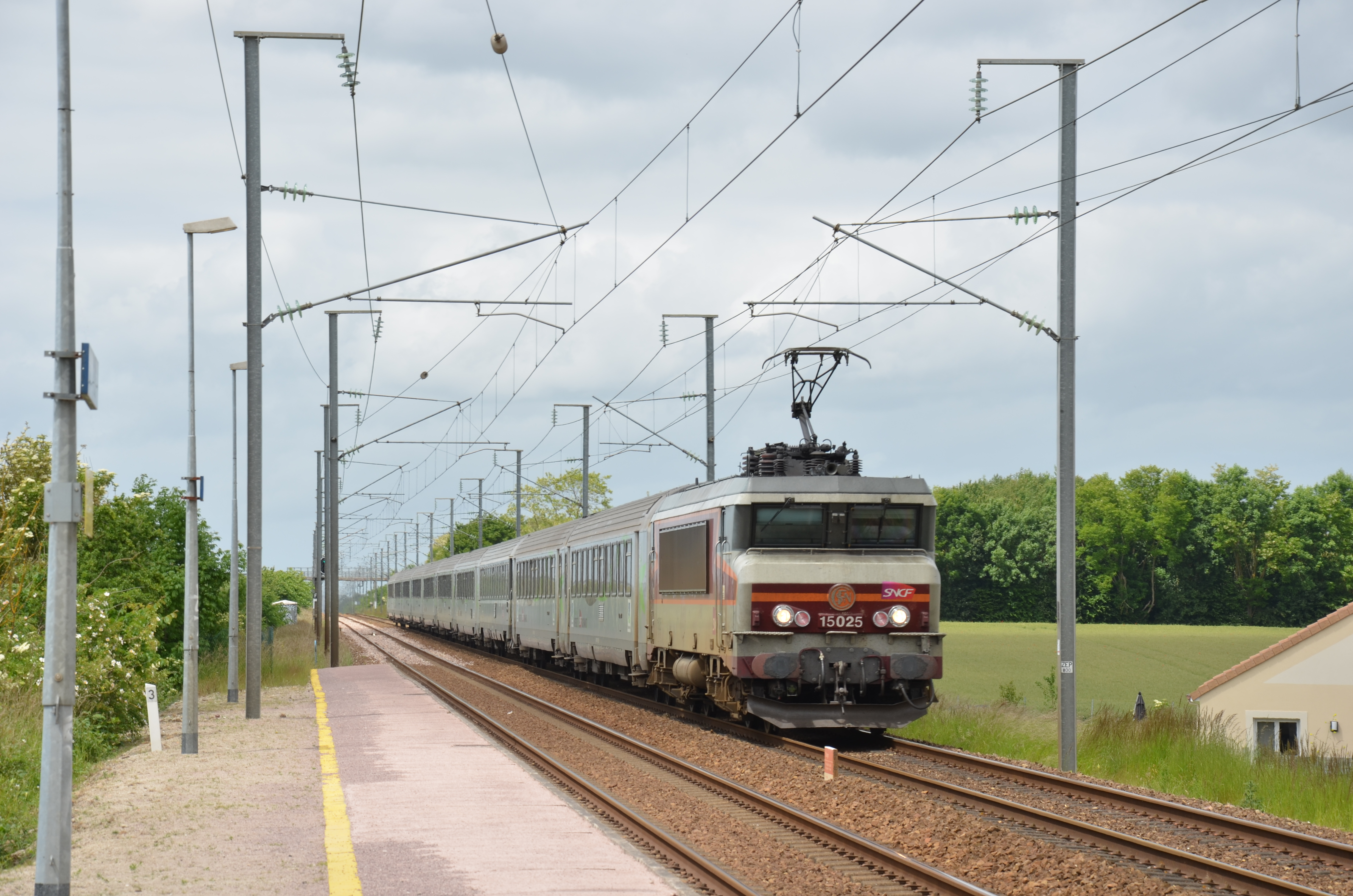
BB 15000+Corail assurant la liaison Caen-Paris.
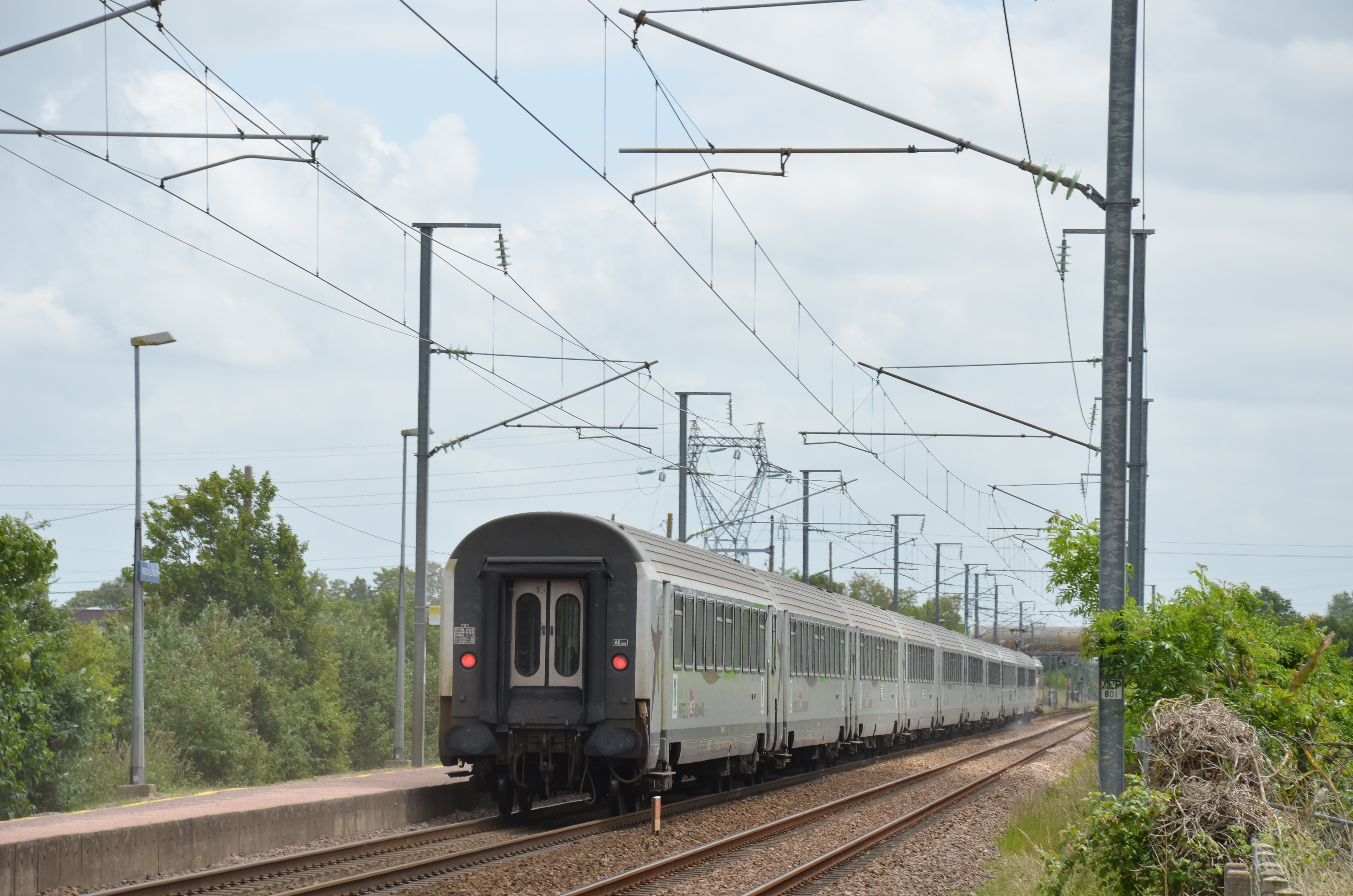
BB 15000+Corail assurant la liaison Caen-Paris.
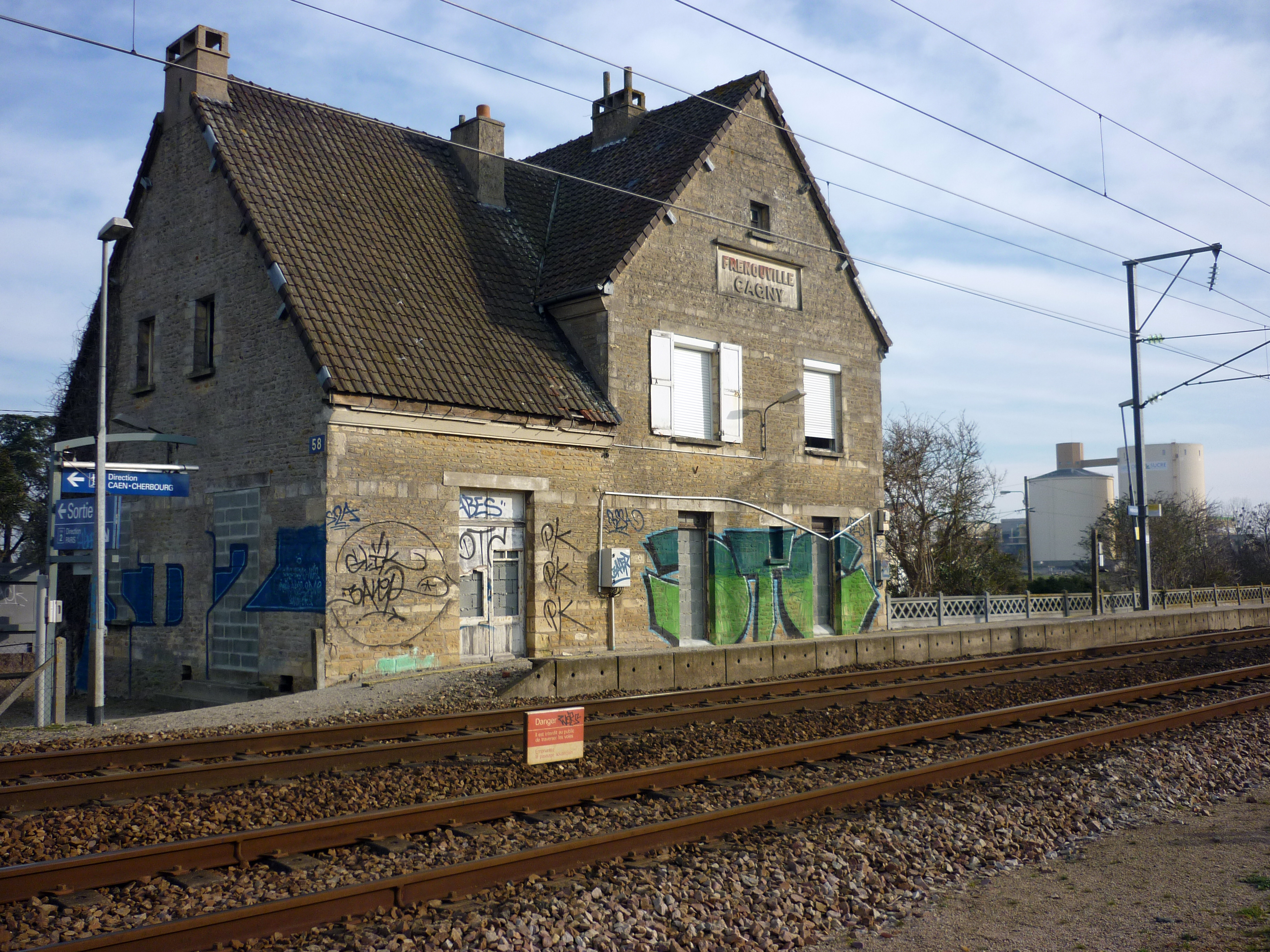
La gare, aujourd'hui démolie, vue ici en janvier 2012.

## Fréquentation
De 2015 à 2023, selon les estimations de la SNCF, la fréquentation annuelle de la gare s'élève aux nombres indiqués dans le tableau ci-dessous.
| Année     | 2015   | 2016   | 2017   | 2018   | 2019   | 2020  | 2021  | 2022   | 2023   |
| --------- | ------ | ------ | ------ | ------ | ------ | ----- | ----- | ------ | ------ |
| Voyageurs | 10 752 | 13 308 | 15 249 | 15 018 | 19 546 | 9 392 | 9 513 | 14 144 | 19 170 |